# Phyllanthus revaughanii
Phyllanthus revaughanii är en emblikaväxtart som beskrevs av Mark James Coode. Phyllanthus revaughanii ingår i släktet Phyllanthus och familjen emblikaväxter. IUCN kategoriserar arten globalt som akut hotad. Inga underarter finns listade i Catalogue of Life.